# Corticarina lambiana
Corticarina lambiana är en skalbaggsart som först beskrevs av Sharp 1910.  Corticarina lambiana ingår i släktet Corticarina, och familjen mögelbaggar. Arten är reproducerande i Sverige.